# Letiště Ćemovsko polje
Letiště Podgorica - Ćemovsko Polje (černohorsky: Аеродром Подгорица - Ћемовско Поље) je malé, staré vojenské letiště v černohorské metropoli Podgorice. Před otevřením mezinárodního podgorického letiště Golubovci to bylo jediné letiště ve městě, a to především pro vojenské využití, a vydrželo i bombardování Podgorice během druhé světové války. Během této války to bylo jedno z nejvytíženějších letišť v Jugoslávii. Je to jedno ze čtyř černohorských letišť se zpevněnou dráhou.
Jelikož má letiště ranvej o délce pouhých 800 metrů, není možné, aby na něm přistávala větší letadla. Je proto jen centrálním letištěm místních parašutistických organizací a klubů.
Letiště leží v části Podgorice, která se jmenuje Stari aerodrom (doslova Staré letiště) a je tak místními většinou nazýváno.